# 埤子頭 (嘉義市)
埤子頭，原寫為埤仔頭，是臺灣嘉義市西區的一個傳統地域名稱，位於該區東部偏北地帶。相較於今日行政區，其範圍大致包括重興里、慶安里、國華里西北部邊界地帶、北榮里、湖邊里、香湖里南部及西部、北新里東部、新厝里、保生里東南半葉的東部，以及東區的北門里西北部、中庄里西南端、荖藤里南端。

## 歷史
台灣日治初期，埤子頭地區為一街庄（舊制街庄），稱為「埤仔頭庄」，隸屬於嘉義西堡。該庄北與後湖庄為鄰，東與臺斗坑庄為鄰，南邊為嘉義街、竹圍仔庄，西邊為北社尾庄。
1901年（日治明治三十四年）11月11日，全台設置二十廳，該庄隸屬於嘉義廳。1904年（明治三十七年）2月15日，該庄編入「臺斗坑區」，隸屬於嘉義廳。1909年（明治四十二年）10月25日，全台整併二十廳為十二廳，該庄仍隸屬於嘉義廳。1910年（明治四十三年）1月18日，各區管轄區域調整，該庄仍隸屬於嘉義廳的「臺斗坑區」。
1920年（大正九年）10月1日，全台廢十二廳改設五州二廳，該庄改制並雅化為「埤子頭」大字，隸屬於臺南州嘉義郡嘉義街（新制街庄）。1930年（昭和五年）1月20日，嘉義街升格為州轄市嘉義市，本地區仍隸屬之。1932年（昭和七年）1月1日，嘉義市市區實施町名改正，本地區仍為大字。
戰後嘉義市改制為省轄市嘉義市，初設八區，町及大字亦改制為里。1946年（民國35年）8月，嘉義市將原有八區整併為四區（新東區、新南區、新西區、新北區），並將臺南縣之水上鄉、太保鄉劃入且改制為區，合計六區，本地區隸屬於新北區。:3411950年（民國39年）10月25日，雲、嘉、南分治，:384同時裁撤省轄市嘉義市，六區改制為四鎮（新東鎮、新南鎮、新西鎮、新北鎮）二鄉（水上鄉、太保鄉），均改隸屬於嘉義縣。1951年（民國40年）10月25日，撤銷新東、新南、新西、新北等四鎮，合併組成縣轄市嘉義市。:105-1061982年（民國71年）7月1日，嘉義市再次升格為省轄市。:1251990年（民國79年）10月6日，嘉義市劃分為東、西二區，本地區隸屬於西區。:145

## 聚落
本地區發展較早的聚落有埤仔頭、新厝、紅瓦磘等，在日治期初期的官方地圖上已有記載。目前本地區南部已發展成嘉義市區的一部分。

## 交通
台鐵縱貫線是台灣西部南北向鐵路幹線，經過本地區東南部。最近的車站在北側是嘉北車站，在南側是嘉義車站。嘉北車站屬簡易站，只停靠區間車；嘉義車站屬一等站，除少數自強號車次外，其餘各級列車均有停靠；由此等可前往台鐵沿線各站。
省道台1線又稱「縱貫公路」，是臺北至楓港的傳統平面幹道，經過本地區埤仔頭聚落。由該道路（大方向）北行可前往嘉義縣民雄鄉、溪口鄉東端、大林鎮、雲林縣大埤鄉/斗南鎮交界、斗南鎮等地，南行繞過嘉義市市中心西側可前往嘉義縣水上鄉、臺南市後壁區、新營區等地。

## 學校
- 博愛國小

## 景點
- 北香湖公園

## 原鄉信仰
- 埤子頭王靈宮